# NK Elka Zagreb
Nogometni klub Elka Zagreb bio je hrvatski nogometni klub iz Zagreba. Nastao je krajem 1940-ih.